# Primeiro-ministro de Samoa
O Primeiro-ministro de Samoa é o Chefe de Governo do Estado Independente de Samoa.

## Lista de Primeiros-ministros
1. Albert Barnes Steinberger (1875-1876)
2. Fiame Mata'afa Faumuina Mulinu'u II (1959-1970)
3. Tupua Tamasese Lealofi IV (1970-1973)
4. Fiame Mata'afa Faumuina Mulinu'u II (1973-1975)
5. Tupua Tamasese Lealofi IV (1975-1976)
6. Tuiatuia Tamese Efi (1976-1982)
7. Va'ai Kolone (1982-1982)
8. Tuiatuia Tamese Efi (1982-1982)
9. Tofilau Eti Alesana (1982-1985)
10. Va'ai Kolone (1985-1988)
11. Tofilau Eti Alesana (1988-1998)
12. Tuila'epa Sailele Malielegaoi (1998-2021)
13. Naomi Mataʻafa (2021-presente)